# Vélizy-Villacoublay
Vélizy-Villacoublay település Franciaországban, Yvelines megyében. Lakosainak száma 22 481 fő (2022. január 1.). Vélizy-Villacoublay Chaville, Meudon, Clamart, Bièvres, Jouy-en-Josas, Versailles és Viroflay községekkel határos.

## Népesség
A település népessége az elmúlt években az alábbi módon változott:
| Lakosok száma | 168  | 197  | 178  | 236  | 294  | 4175 | 22 430 | 20 711 | 22 036 | 22 481 |
|               | 1793 | 1836 | 1861 | 1881 | 1906 | 1936 | 1982   | 2011   | 2017   | 2022   |